# Visîci, Novi Sanjarî
Visîci (în ucraineană Вісичі) este un sat în comuna Kunțeve din raionul Novi Sanjarî, regiunea Poltava, Ucraina.

## Demografie
Componența lingvistică a localității Visîci
     Ucraineană (97,24%)
     Rusă (2,76%)
Conform recensământului din 2001, majoritatea populației localității Visîci era vorbitoare de ucraineană (97,24%), existând în minoritate și vorbitori de rusă (2,76%).